# سكوت غيثر
سكوت غيثر (بالإنجليزية: Scott Gaither)‏ هو لاعب كرة قدم أمريكي، ولد في 28 يونيو 1969 في الولايات المتحدة. لعب مع Mississippi Beach Kings ‏.